# ماثيو بيدا
ماثيو بيدا (28 يوليو 1981

 في نيس) (بالفرنسية: Mathieu Béda)‏ لاعب كرة قدم فرنسي يلعب حاليا في نادي الدرجة الثانية ميونخ 1860 الألماني منذ 2008 في خط الدفاع .
لعب بيدا في أندية كان (1998-1999) بوردو (1999-2001) نانسي بالإعارة (2001-2002) بوردو مجددا (2002-2004) سينت ترودينس البلجيكي (2004-2005) ستاندارد لييج البلجيكي (2005) كايزرسلاوترن الألماني (2006-2008) .

## روابط خارجية
- ماثيو بيدا على موقع قاعدة بيانات كرة القدم.إي يو (الإنجليزية)
- ماثيو بيدا على موقع بيانات كرة القدم. دي إي (الألمانية)
- ماثيو بيدا على موقع ليكيب (الفرنسية)
- ماثيو بيدا على موقع Soccerway.com (الإنجليزية)
- ماثيو بيدا على موقع عالم كرة القدم.نت (الإنجليزية)